# Miloš Marić
Miloš Marić (in serbo Милош Марић?; Užice, 5 marzo 1982) è un ex calciatore serbo, di ruolo centrocampista.

## Carriera

### Club
Iniziò la carriera nella squadra della sua città, l'FK Sloboda Užice, con cui debuttò in prima squadra nel 1998.
Nel 2000 si trasferì al FK Remont Čačak, dove rimase due stagioni prima di trasferirsi all'Zeta, dove vive le sue stagioni migliori.
Suscitò l'interesse del club più titolato della Grecia, l'Olympiakos Pireo, con cui vince tre campionati greci e due Coppe di Grecia.
Nel luglio 2007, svincolato, ha firmato un triennale con il K.A.A. Gent.

### Nazionale
Ha partecipato ai Campionati Europei Under-21 2004 con la Nazionale di calcio della Serbia e Montenegro Under-21, arrivando in finale, ma perdendo contro l'Italia.

## Palmarès

### Club

#### Competizioni nazionali
- Campionato greco: 3

Olympiakos: 2004-2005, 2005-2006, 2006-2007
- Coppa di Grecia: 2

Olympiakos: 2004-2005, 2005-2006